# دختران مهتاب
دختران مهتاب (به انگلیسی: Celestial Bodies) رمان جوخه الحارثی نخستین کتاب به زبان عربی است که جایزه بوکر را دریافت کرده و نخستین رمان یک نویسندهٔ زن از عمان است که به انگلیسی ترجمه و منتشر شده‌است. ترجمه فارسی این رمان را نرگس بیگدلی از زبان اصلی (عربی) انجام داده و انتشارات افراز آن را منتشر کرده‌است.

## دربارهٔ کتاب
رمان «دختران مهتاب» روایتی است درهم‌تنیده از گذشتهٔ سه خواهر سالمند در یک روستا در عمان. این سه خواهر شاهد تحولات اجتماعی عمان با پیچیدگی‌های خاص خود در دوران پسااستعماری هستند، کشوری که برده‌داری تا ۵۰ سال پیش همچنان در آن رایج بود ناگهان دگرگون و امروزی می‌شود و این سه خواهر و جامعه‌شان در وضعیتی متناقض‌نما از جنس سنت و مدرنسیم قرار می‌گیرند.